# Ataque con arma blanca en Wuxi de 2024
El ataque con arma blanca en una escuela de Wuxi tuvo lugar el 16 de noviembre de 2024, cuando un antiguo estudiante apuñaló a veinticinco personas, matando a ocho, en la Escuela Profesional de Arte y Tecnología de Wuxi, en Yixing, un barrio de la ciudad de Wuxi, en la provincia oriental de Jiangsu (China). El sospechoso fue arrestado en el lugar y ejecutado dos meses después.

## Antecedentes
La Escuela Profesional de Arte y Tecnología de Wuxi es una escuela de formación profesional pública a tiempo completo ubicada en Wuxi, provincia de Jiangsu. Según el perfil de la escuela, ocupa casi 1000 metros cuadrados de terreno y tiene una superficie construida de unos 290 000 metros cuadrados.
La ley china exige que todos los estudiantes de escuelas técnicas trabajen durante un semestre o más. Durante ese período, algunas escuelas actúan como capataces y envían a sus estudiantes a fábricas que necesiten trabajadores, a menudo trabajando largas horas por muy poco salario.
En los meses anteriores al ataque, China había sufrido varios ataques mortales. Un hombre de 62 años atropelló el 11 de noviembre por la noche a varias personas que hacían ejercicio al aire libre en un complejo deportivo de Zhuhai, en la provincia de Guangdong, dejando 35 muertos y 44 heridos. En Shanghái, en octubre, un hombre apuñaló hasta la muerte a tres personas y dejó quince heridos en un ataque en un supermercado. También en octubre, la policía arrestó a un hombre de 50 años después herir con un cuchillo a cinco personas, incluidos tres niños, cerca de una escuela primaria en Pekín y en septiembre, un escolar japonés fue apuñalado hasta la muerte en Shenzhen.

## Ataque
Alrededor de las 6:30 p. m. (hora local), el antiguo estudiante de 21 años Xu Jiajin realizó una serie de apuñalamientos en la universidad mientras se desarrollaban las clases, matando a ocho personas e hiriendo a otras diecisiete.
Según informaron los medios de comunicación locales, el agresor se escondió entre los arbustos del campus antes de entrar en un dormitorio femenino y apuñaló a los estudiantes indiscriminadamente. Las imágenes de la escena del ataque mostraban a las víctimas en el suelo con sangre en la ropa. Algunos estudiantes dijeron que sus compañeros de habitación habían sido apuñalados y les dijeron a los demás que no salieran. Muchos estudiantes se escondieron en sus dormitorios e incluso sellaron sus puertas con cajas de ropa para evitar que el asesino pudiera entrar.
Varios coches de policía y ambulancias estaban aparcados fuera de la universidad y los agentes de policía entraron equipados con material antidisturbios. El agresor se enfrentó a la policía en el patio de recreo de la universidad con cuchillos, y le apuntaron con linternas. Uno de los policías lo redujo mientras estaba de costado, mientras varios estudiantes varones también se acercaron para ayudarlo.
Alrededor de las 11:30 p. m. de esa noche, la Oficina de Seguridad Pública de la ciudad de Yixing informó que el agresor había sido arrestado en el lugar y admitió el crimen Algunos de los heridos fueron enviados al nuevo campus del Hospital Popular de Yixing.

## Atacante
El atacante fue identificado como Xu Jiajin, un joven de 21 años recién graduado de la universidad.

### Motivación
Según la policía, el autor del ataque se había graduado en 2024 y no obtuvo su diploma después de reprobar los exámenes. Supuestamente el sospechoso confesó «sin dudarlo» haber cometido el ataque debido a la ira por no haber recibido su certificado de graduación, los malos resultados de los exámenes y la «insatisfacción con la compensación por las prácticas».
Una supuesta nota de suicidio del perpetrador que circula en las redes sociales incluía la declaración de que una fábrica en la que trabajaba le debía un salario y que la universidad había retenido su diploma, lo que le impedía graduarse. También incluía declaraciones como «Espero que mi muerte conduzca al avance de las leyes laborales» y «viva el proletariado».

### Consecuencias
El incidente recibió una gran atención mediática. Se colocaron ramos de flores en una de las entradas del colegio, pero luego fueron retirados por la seguridad. Las autoridades chinas censuraron las discusiones en línea sobre el ataque; la única información en la Internet china sobre el ataque es el informe oficial de la policía.
Los periodistas intentaron entrevistar al director de la escuela, pero recibieron la respuesta de que estaban muy ocupados. El Comité Provincial de Jiangsu del Partido Comunista Chino, dirigido por Xin Changxing, celebró una reunión y luego emitió un comunicado de que las fuerzas policiales deben prestar mucha atención al incidente y que se debe fortalecer la vigilancia en áreas concurridas.
Para el 17 de noviembre, los heridos, todos ellos de entre 18 y 19 años, estaban recibiendo tratamiento y las investigaciones seguían en curso.
El tribunal que juzgó a Xu determinó que sus acciones causaron un impacto «especialmente grave» en la sociedad y lo condenó a muerte el 17 de diciembre, fue ejecutado el 20 de enero de 2025, el mismo día que también fue ejecutado otro asesino en serie chino, Fan Weiqiu, quien mató a 35 personas cinco días antes de los apuñalamientos.